# Ludwig Gumplowicz
Ludwig Gumplowicz (Cracovia, 9 marzo 1838 – Graz, 20 agosto 1909) è stato un sociologo polacco.
È considerato uno dei padri fondatori della sociologia europea. Fu anche giurista e politologo e ha insegnato diritto costituzionale e amministrativo all'Università di Graz.

## Biografia
Studiò diritto a Cracovia diventando quindi avvocato ed esperto di diritto pubblico. Nel 1875 iniziò ad insegnare diritto amministrativo a Graz, diventando professore associato nel 1892 e ordinario nel 1893. Nel 1909 dopo aver scoperto di essere ammalato di tumore lui e la moglie decisero di suicidarsi assumendo del veleno.

## Opere e influenza
Gumplowicz si interessò molto presto al problema dei gruppi etnici repressi, dal momento che proveniva da una famiglia ebraica ed era originario di Cracovia, città parte in precedenza della Confederazione polacco-lituana che fu in seguito divisa e quindi annessa con il nome di Repubblica di Cracovia all'Austria-Ungheria. Come avvocato si dedicò sempre alle minoranze etniche interne all'Impero Asburgico, in particolare ai popoli di lingua slava.
Gumplowicz si occupò delle ultime versioni della teoria del conflitto, partendo dall'idea di gruppo sociale (che all'epoca veniva identificato con la razza). Guardava allo stato come a un'istituzione che in differenti momenti si poneva al servizio di diverse élite che ne assumevano il controllo. Scrisse analisi macrosociologiche, predicendo che se le minoranze interne a uno stato si fossero integrate socialmente ne sarebbe derivata una guerra. Nel suo testo del 1909 Der Rassenkampf (It. La lotta delle razze) predisse lo scoppio della prima guerra mondiale. Finché era in vita fu considerato un darwinista sociale.
Le sue convinzioni politiche e il suo carattere polemico affascinarono molti studenti polacchi e italiani, che diffusero le sue teorie nei loro paesi e in altri circostanti (corrispondenti alle attuali Croazia e Repubblica Ceca). L'aver pubblicato le proprie opere in tedesco lo rese inoltre una figura anche nei paesi germanofoni. Gustav Ratzenhofer fu uno dei più celebri studiosi ad esserne influenzato.
Gumplowicz trovò un discepolo in Manuel González Prada. Prada visse in Perù e trovò le teorie di Gumplowicz sul conflitto etnico utili per comprendere non solo la conquista dei popoli Quechua da parte degli Spagnoli nel XVI secolo, ma anche come i discendenti degli spagnoli e di altri immigrati europei riuscissero a continuare e tenere le popolazioni indigene in stato di subordinazione.